# Mateanong Community
Mateanong Community är en gemenskap i Lesotho.   Den ligger i distriktet Mokhotlong, i den östra delen av landet, 170 km öster om huvudstaden Maseru.